# Welton (calciatore)
Welton, pseudonimo di Welton Felipe Paraguá de Melo (Paranavaí, 6 agosto 1997), è un calciatore brasiliano, attaccante del Gamba Osaka.

## Carriera
Cresciuto nel settore giovanile del Maringá, debutta in prima squadra il 20 gennaio 2018, in occasione dell'incontro del Campionato Paranaense perso per 2-1 contro l'Atlético Paranaense. Durante la sua militanza, alterna a prestiti con XV de Piracicaba e Marcílio Dias. In vista della stagione 2020, viene acquistato a titolo definitivo dal Paranavaí, partecipante alla terza divisione del Campionato Paranaense. Nella stagione 2021 fa parte della rosa del Botafogo-PB, militante nel Campeonato Brasileiro Série C. Nel gennaio 2022 approda in Europa ai bulgari del Levski Sofia. L'11 febbraio 2024 si unisce a titolo definitivo ai giapponesi del Gamba Osaka. Il 2 marzo esordisce in J1 League nella prima sfida casalinga della stagione 2024 contro l'Albirex Niigata, vinta per 1-0. Segna il suo primo gol con i nerazzurri il 30 marzo seguente, nella partita in casa del Sanfrecce Hiroshima, pareggiata per 1-1.

## Statistiche

### Presenze e reti nei club
Statistiche aggiornate al 21 novembre 2022.
| Stagione            | Squadra             | Campionato          | Campionato | Campionato | Coppe nazionali | Coppe nazionali | Coppe nazionali | Coppe continentali | Coppe continentali | Coppe continentali | Altre coppe | Altre coppe | Altre coppe | Totale | Totale |
| Stagione            | Squadra             | Comp                | Pres       | Reti       | Comp            | Pres            | Reti            | Comp               | Pres               | Reti               | Comp        | Pres        | Reti        | Pres   | Reti   |
| ------------------- | ------------------- | ------------------- | ---------- | ---------- | --------------- | --------------- | --------------- | ------------------ | ------------------ | ------------------ | ----------- | ----------- | ----------- | ------ | ------ |
| gen.-mar. 2018      | Maringá             | A1/PR               | 4          | 0          |                 | -               | -               |                    | -                  | -                  |             | -           | -           | 4      | 0      |
| gen.-giu. 2019      | Maringá             | A1/PR+D             | 11+6       | 3+0        |                 | -               | -               |                    | -                  | -                  |             | -           | -           | 17     | 3      |
| Totale Maringá      | Totale Maringá      | Totale Maringá      | 21         | 3          |                 | -               | -               |                    | -                  | -                  |             | -           | -           | 21     | 3      |
| 2020                | Paranavaí           | A3/PR               | 8          | 2          |                 | -               | -               |                    | -                  | -                  |             | -           | -           | 8      | 2      |
| 2021                | Botafogo-PB         | PD/PB+C             | 8+21       | 1+5        |                 | -               | -               |                    | -                  | -                  |             | -           | -           | 29     | 6      |
| gen.-giu. 2022      | Levski Sofia        | 1L                  | 7+3        | 2+0        | CB              | 4               | 1               |                    | -                  | -                  |             | -           | -           | 14     | 3      |
| 2022-2023           | Levski Sofia        | 1L                  | 17         | 1          | CB              | 1               | 1               | UECL               | 4                  | 1                  | SB          | 1           | 0           | 23     | 3      |
| Totale Levski Sofia | Totale Levski Sofia | Totale Levski Sofia | 24+3       | 3+0        |                 | 5               | 2               |                    | 4                  | 1                  |             | 1           | 0           | 37     | 6      |
| Totale carriera     | Totale carriera     | Totale carriera     | 85         | 14         |                 | 5               | 2               |                    | 4                  | 1                  |             | 1           | 0           | 95     | 17     |

## Palmarès

### Club

#### Competizioni nazionali
- Coppa di Bulgaria: 1

Levski Sofia: 2021-2022